# 电视剧

位于横店影视城的一处电视剧摄制现场

電視劇（英語：TV series）又稱、電視戲劇、電視戲劇節目，是一種適應電視廣播特點、融合舞台和電影藝術的表現方法而形成的藝術樣式。一般分單元劇和連續劇，利用電視技術製作並通過電視網放映。電視發明後不斷普及，最後改變大眾對藝術欣賞的方式。

## 各地慣用名稱

### 中國大陸
在中國大陸，當地並沒有在亞洲及歐美電視劇之間做區別，一般统称为“连续剧”，电视平台播放的称为“电视剧”、网络平台播放的称为“网络剧”，近年“剧集”这个词也开始普遍起来。并全部简称为「劇」，「港劇」、「台劇」、「日劇」、「韓劇」、「美劇」等簡稱的使用都十分普遍。

### 香港
在香港，對電視連續劇的稱呼，香港人一般會稱為「電視劇」、「電視劇集」，常簡稱「劇集」稱呼之。「劇集」一詞在香港沒有特別代表某地製作的電視劇，無論是香港當地或香港以外所製作的，都可用「劇集」統稱。
而「影集」一詞所指的是相片集、相片專輯，其中的「影」字跟「攝影」一詞的「影」字同義，指相片，故此「影集」在香港只會解作相片集。
除了「劇集」一詞外，另一個在香港常用，對電視劇的簡稱是「劇」，但通常「劇」一字的用法是按不同地區所製作的電視劇而加上該地區的簡稱連用，甚少單獨使用「劇」一字來稱呼電視劇，例如日本製作的電視劇會簡稱為「日劇」、韓國製作的簡稱「韓劇」等等，但此種用法通常只用於中台日韓及東南亞的電視劇（但近年「美劇」亦開始通用）。至於東南亞以外地區以及歐美的電視劇則使用「片集」一詞稱呼，「片集」也像「劇」那樣按不同地區所製作的電視劇而加上該地區的名稱連用，例如美國製作的電視劇會稱為「美國片集」、英國製作的稱為「英國片集」等等。然而「片集」這個名詞屬於地區慣用詞，於香港以外的地區甚少使用。
香港人亦會將電視劇跟電影稱呼為「戲」，而粵劇就稱為「大戲」。

### 臺灣
在臺灣，「電視劇」一詞泛指不同類型的電視製作，包括單元劇、鄉土劇、偶像劇、類戲劇等，但基於台灣的文化及語言環境，台灣當地所製作的電視劇一般會較常以「連續劇」一詞稱呼。
至於美國、加拿大及歐洲所製作的電視劇，主要是以電影方式拍攝，皆以「電視影集」，或簡稱「影集」稱呼之，例如在美國製作的電視劇在台灣通常會稱為「美國影集」。然而，「影集」一詞乃屬於台灣慣用詞，除了台灣之外的國家對於外國製作的電視劇甚少以「影集」來稱呼。
「陸劇」、「日劇」、「韓劇」及「美劇」等詞在台灣亦可通用。

## 播出方式
过去很长时间，电视剧一直是以古装剧，特别是清宫戏唱主角。目前，已经有所改观，电视剧日趋多样化局面，涌现出一些较有影响的作品。除華人地區的電視台，或以華人為收視人群的電視台之外，世界上其他地區鮮有將電視連續劇在黃金時間做每日連續的形態來播出。原因是一旦收視率持續落下風不易改弦更張，會給電視台造成巨大的業務影響。
首將連續劇做每日黃金時間連續播出並成功者為香港TVB於1968年製作的《夢斷情天》，播出之後頗受歡迎。1969年，台灣第一部連續劇於中視開播，推出《晶晶》作開台大戲，播出之后因收視與反響上佳，從此成為臺灣電視劇播放的最常見方式（即所謂八點檔）。此風隨後在中國大陸與星馬地區蔓延，且成功至今。縱使如此，在臺灣，仍可常見因收視佳而將集數延長，或因收視差而腰斬之事。
而首部长篇华语电视剧，则是1976年香港无线电视（TVB）开创的《狂潮》，一百多集，其后，华语电视剧开始走向中长篇模式，如60集~80集的集数。香港无线电视播出的处境喜剧《香港八一至香港八六系列》、《真情》等，更采用边写边拍边播，贴近社会时事民生的方式，每晚播出，横跨五六年，制作集数也超过一千多集，成为华语电视剧纪录。不过由于社会节奏快速，华语电视剧普遍改为中短篇剧集，大约为20集~40集规模较为常见。广东电视台制作的小品喜剧《外来媳妇本地郎》更播出超过十年，拍摄了2000多集，成为目前全球华语电视剧播映时间最长、集数最多的电视剧集。

## 製作形式
- 單集電視劇：一集播畢。
- 單元劇：一單元若干集數，單元之間情節相對獨立。
- 系列劇：一系列若干集數，系列之間情節相對連貫。
- 連續劇：全集故事情節完全連貫。

### 單集電視劇
單集電視劇是一種類似電視電影的形式，集數只有一集，長度多在一小時以上，有别於時間短的微電影。
例如在公視人生劇展平台上播放的戲劇。

### 獨立單元劇
獨立单元剧是一种电视剧的表达形式，与连续剧和系列剧不同的是，单元剧由若干相对独立的单元构成。每个单元的长度大小不定。
此外，台湾也将一些相对独立的短篇电影称之为单元剧。
在港澳地區，單元劇有時會被稱為「處境劇」，也有「處境喜劇」的講法。

### 系列劇
系列劇是一種類似電視連續劇的形式，它有幾個主要人物貫穿全劇，但故事情節並不連貫，每集或幾集都是一個完整的、獨立的故事，觀眾可以連續收看，也可以任意選看其中的幾集。

### 連續劇
連續劇（series premiere）的故事情節較曲折複雜，劇中人物往往數量較多，主要人物和情節都是連貫的。

## 按地域分類
| - 中國大陸電視劇 - 香港電視劇 - 台灣電視劇 - 日本電視劇 - 韓國電視劇 - 新加坡電視劇 - 馬來西亞電視劇 - 泰國電視劇 - 越南電視劇 - 菲律賓電視劇 - 印尼電視劇 | - 印度電視劇 - 阿拉伯電視劇 - 土耳其電視劇 - 俄羅斯電視劇 - 烏克蘭電視劇 - 英國電視劇 - 美國電視劇 - 拉美電視劇 |

## 電視劇種類
| - 情景喜剧 - 情節系列劇 - 肥皂劇 - 古裝劇 - 喜劇 | - 神話劇 - 穿越劇 |

泰國百合劇

## 台前幕後工作人員
| - 出品人 - 監製 - 製作人 - 導演 - 編劇 - 佈景 - 道具 - 服裝 | - 燈光 - 演員 - 後期製作 - 特技 - 武術指導 - 配音 - 配樂 |